# Die Letzten beißen die Hunde
Die Letzten beißen die Hunde (Originaltitel: Thunderbolt and Lightfoot, deutsch Donnerschlag und Leichtfuß) ist eine Actionkomödie von Michael Cimino aus dem Jahr 1974. Der Film erschien in Deutschland bisher unter dem Titel Den Letzten beißen die Hunde auf VHS, DVD und Blu-ray.

## Handlung
Der Kriminelle John Doherty, Spitzname „Thunderbolt“, ist in einem abgelegenen Ort als Prediger abgetaucht, als während einer Predigt ein Fremder erscheint und auf ihn schießt. Thunderbolt entkommt durch den Hinterausgang, von dem Fremden verfolgt. Der zufällig in einem gestohlenen Wagen vorbeikommende jungenhafte Herumtreiber „Lightfoot“ fährt spontan den Verfolger nieder und nimmt Thunderbolt mit, den er zunächst für einen Polizisten hält. Die zwei unterschiedlichen Männer freunden sich an. So erfährt Lightfoot, dass Thunderbolt vor Jahren an einem Raubüberfall auf die Firma Montana Armored beteiligt war und die Beute versteckt hat, um Gras über die Sache wachsen zu lassen, während seine ehemaligen Komplizen jedoch glauben, er habe sie um ihren Anteil der Beute gebracht, und ihn deshalb verfolgen.
Thunderbolt und Lightfoot suchen als Nächstes das Versteck der Beute auf: hinter der Tafel des einzigen Klassenzimmers eines alten Schulhauses. Doch dort steht nun ein modernes Schulgebäude. Enttäuscht kehren die zwei zum Wagen zurück, wo die damaligen Komplizen „Eddie Goody“ und „Red Leary“ sie überrumpeln. Um weitere Feindschaften zu glätten, überzeugt Lightfoot die Gangster davon, man könne doch dieselbe Bank nochmals überfallen. Um Startkapital zu erwirtschaften, gehen die vier für eine Weile gewöhnlichen Jobs nach. Das Bündnis wackelt, weil der leichtlebige und vorlaute Lightfoot Spaß daran hat, den misstrauischen und brutalen Leary immer wieder zu provozieren.
Thunderbolt und Leary dringen in das Haus der Familie des Bankdirektors ein und erpressen von ihm die Zahlenkombination zum Tresorraum. Im Tresorraum müssen die ehemaligen Kriegskameraden noch ein Hindernis überwinden und schießen dann mit einer 20-mm-Oerlikon-Kanone ein Loch in die Wand, um an die Beute zu kommen, während Lightfoot den automatischen Alarm im Telegrafenamt abschaltet. Nach dem Raub wollen sie sich in einem Autokino verstecken, doch der im Kofferraum niesende Leary macht die Kassiererin misstrauisch, die die Polizei alarmiert. Auf der Verfolgungsjagd wird Goody angeschossen und von Leary kaltblütig aus dem Kofferraum geworfen. In einem abgelegenen Waldstück schlägt Leary die zwei anderen nieder, tritt den verhassten Lightfoot brutal zusammen und fährt allein mit der Beute davon. Kurz darauf verliert er an einer Polizeisperre die Kontrolle über den Wagen, fährt in ein Kaufhaus und wird dort vom Wachhund getötet.
Da die Polizei auf Leary fixiert ist, können Thunderbolt und Lightfoot unbemerkt entkommen und finden zufällig die alte Schule – sie wurde im Ganzen an einen neuen Ort versetzt und dient jetzt als Museum. Hinter der Tafel steckt noch die alte Beute, von der sie einen neuen weißen Cadillac kaufen. Lightfoot leidet nach Learys Attacke zunehmend an Lähmungserscheinungen, wirkt geistesabwesend und stirbt während der Fahrt. Thunderbolt fährt zusammen mit der Leiche seines Freundes in die Weite.

## Kritiken
Dave Kehr schrieb im Chicago Reader, der Film beinhalte zu viele lyrische Einlagen im Vergleich zur Handlung („fatal preference for lyrical interlude over plot“). Er wirke „unwirsch“ und „unzusammenhängend“.
Das Lexikon des internationalen Films meinte: „Mischung aus Vagabundenkomödie, Gangsterpersiflage und Actionfilm, geschickt verschachtelt und vorzüglich fotografiert.“
Die Zeitschrift prisma schrieb, der Film sei eine „spannende, actionreiche und melodramatische Gangsterkomödie“. Ihre „fabelhafte Typisierung“ spiele „eine größere Rolle als die Handlung“.
Arne Laser hielt Ciminos Regiedebüt für „ein mit bewundernswerter Sicherheit durchgeführtes Unternehmen – besonders visuell.“
Chris Stewart fiel bei IGN 2002 auf: „und einen tollwütigen Waschbären auf dem Beifahrersitz und einen Kofferraum mit weißen Kaninchen gibt es auch.“
Ulrich Behrens sah ein böses Ende kommen: „Im Verlauf der Handlung allerdings nehmen Tragik und Risiko eher zu. Insbesondere hat man ständig das Gefühl, dass jedem Sieg eine Niederlage folgt, die dem Erfolg wieder mehr nimmt, als er gebracht hat“.

## Auszeichnungen
Jeff Bridges wurde im Jahr 1975 als Bester Nebendarsteller für den Oscar nominiert.

## Hintergrund
Der Film wurde von Juli bis September 1973 in Ulm, Augusta, Choteau, Wolf Creek, Fort Benton und in Great Falls, Montana gedreht. Die Eröffnungsszene wurde in der St. John's Lutheran Church in Hobson, Montana aufgenommen. Die Produktionskosten des Films betrugen schätzungsweise vier Millionen US-Dollar. Der Film spielte in den Kinos der USA rund 25 Millionen US-Dollar ein.
Die Filmmusik wurde von Dee Barton geschrieben, aber der Song Where Do I Go From Here stammt von Paul Williams, der ihn auch singt.